# Zabezpieczenie gwarancyjne

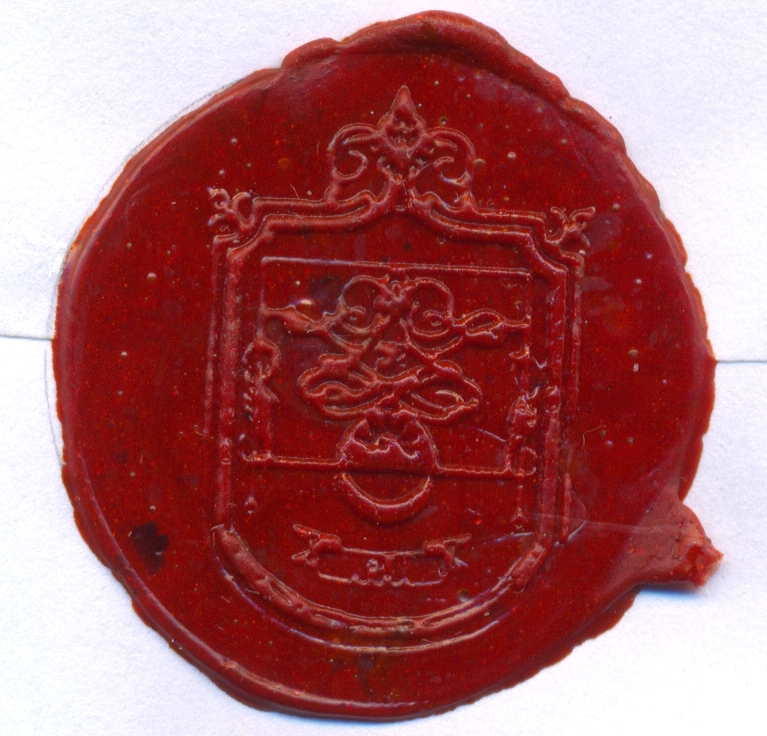
Pieczęć lakowa z herbem szlacheckim zabezpieczająca list

Zabezpieczenie gwarancyjne - urządzenie lub sposób pozwalający na łatwe wykrycie nieautoryzowanego dostępu  do zabezpieczonego obiektu i stanowi świadectwo jego wiarygodności.
Dostęp do zabezpieczonego obiektu jest możliwy jedynie po zniszczeniu lub uszkodzeniu zabezpieczenia.